# Землетрясение на Унгаве (1989)
25 декабря 1989 года в 09:24 по местному времени (14:24 UTC) на полуострове Унгава произошло землетрясение магнитудой 6,3. Основному толчку предшествовал форшок магнитудой 5,1 десятью часами ранее.

## Тектоническая обстановка
Северная часть полуострова Унгава лежит в основном на разломе Верхний Кратон. Землетрясение произошло в пределах Уцаликской области, состоящей в основном из архейских гранитных и гранодиоритовых пород. На севере области выявлен ряд зон разломов. Район был тектонически спокойным с архея. Однако, как и большая часть Канадского щита, в настоящее время он переживает гляциоизостазию.

## Землетрясение
Основному толчку предшествовала серия форшоков, начиная с толчка магнитудой 5,1 примерно десятью часами ранее. Глубина гипоцентра была очень небольшой, менее пяти километров.
Моделирование сейсмических данных показывает, что землетрясение было вызвано толчком, за которым почти сразу последовал надвиг. Надвиг простирался на расстоянии 8,5 км и смещался на 1,8 м вблизи гипоцентра.
Так как толчок произошёл в отдалённой от населённых пунктов местности, жертв и пострадавших не было.